# Велики кањон
Велики кањон (енгл. Grand Canyon; или кањон Колорадо, енгл. Colorado Canyon) је кањон у северозападној Аризони. Велики кањон је познат по својој визуелно запањујућој величини и свом сложеном пејзажу. Већи део кањона чине степеничасте стене, над којима је некада протицала река Колорадо, а која се данас налази на много нижем нивоу у кањону. Велики кањон је 277 mi (446 km) дуг, до 18 mi (29 km) широк и достиже дубину преко миље (6.093 ft (1.857 m)).
Кањон и суседни обод налазе се унутар Националног парка Велики кањон, националне шуме Кајбаб, националног монумента Велики кањон-Парашант, индијанског резервата Валапаја, индијанског резервата Хавасупаја и Навахо нације. Председник Теодор Рузвелт је био велики заговорник очувања подручја Великог кањона и посећивао га је у бројним приликама како би ловио и уживао у пејзажима.
Скоро две милијарде година геолошке историје Земље биле су изложене док су река Колорадо и њене притоке резале своје канале кроз слој по слој стене док је висораван Колорадо била тектонски подизана. Док геолози расправљају о неким аспектима историје урезивања кањона, неколико недавних студија подржавају хипотезу да је река Колорадо свој ток кроз то подручје успоставила пре око 5 до 6 милиона година. Од тада је река Колорадо покретала смањивање притока и повлачење литица, истовремено продубљујући и проширујући кањон.
Хиљадама година су ово подручје непрестано насељавали Индијанци, који су изградили насеља унутар кањона и његових бројних пећина. Народ Пуебло сматрао је Велики кањон светим местом, и вршили су ходочашћа у њему. Први Европљанин за кога је познато да је видео Велики кањон био је Гарсија Лопез де Карденас из Шпаније, који је ту доспео 1540. године.

## Величина
Кањон Колорада је дуг 446 km, широк 29 km и дубок преко 1.500 метара. Чине га стене са оштрим литицама, много долина и дубоки кланци. Велико пространство је проглашено националним парком, кога посети око 4 милиона туриста годишње.
Велики кањон је резултат велике ерозије, вулканских ерупција, наслага лаве и протицања реке Колорадо. Налази се на надморској висини између 1.500 и 2.600 метара.

## Порекло
Велики кањон је релативно новијег порекла, али је ерозија, изазвана протицањем реке Колорадо, почела још пре шест милиона година. Састав стена у кањону указује и на могућност да је овај регион некада био дно мора. Наслаге које се налазе на стенама указују на постепено формирање и постојање овог природног чуда на Земљи још од пре више од две милијарде година.

## Природа
Вегетацију овог региона чине углавном пустињске биљке, као што су агава и шпански бајонет. Клима је таква да су у летњим периодима неподношљиве врућине, а током зиме чак и „камен пуца“. Веома је мало падавина током године у овом региону. Мањи део националног парка је пошумљен и чине га зимзелена стабла.

## Откривање
Велики кањон је открила шпанска експедиција, још 1540. године. Међутим, због веома неприступачног терена, у то време није било могуће у потпуности истражити кањон. Требало је да прође више од три века да би са расположивом техником биле створене могућности за детаљније истраживање кањона. То су радиле америчке експедиције геолога уз помоћ војних јединица. Оно што је откривено, у геолошком смислу, је представљало право природно светско чудо, које је омогућило детаљније истраживање формирања копна на Земљи.

## Занимљивости
Занимљиво је да када је подигнута брана на Колораду 1963. године, недалеко од овог предела, готово да је прекинут природни доток воде и песка у кањон. Америчка влада је тада спровела пројекат којим је више од 380 милијарди литара воде пуштено са бране и тиме спречила угрожавање лепоте овог туристичког и природног чуда Аризоне. Вештачка поплава је донела све природне елементе потребне за одржавање екстеријера Великог кањона.
- Поглед са Хуверове бране
- Поглед са Хуверове бране
- Поглед са Хуверове бране